# 지우개

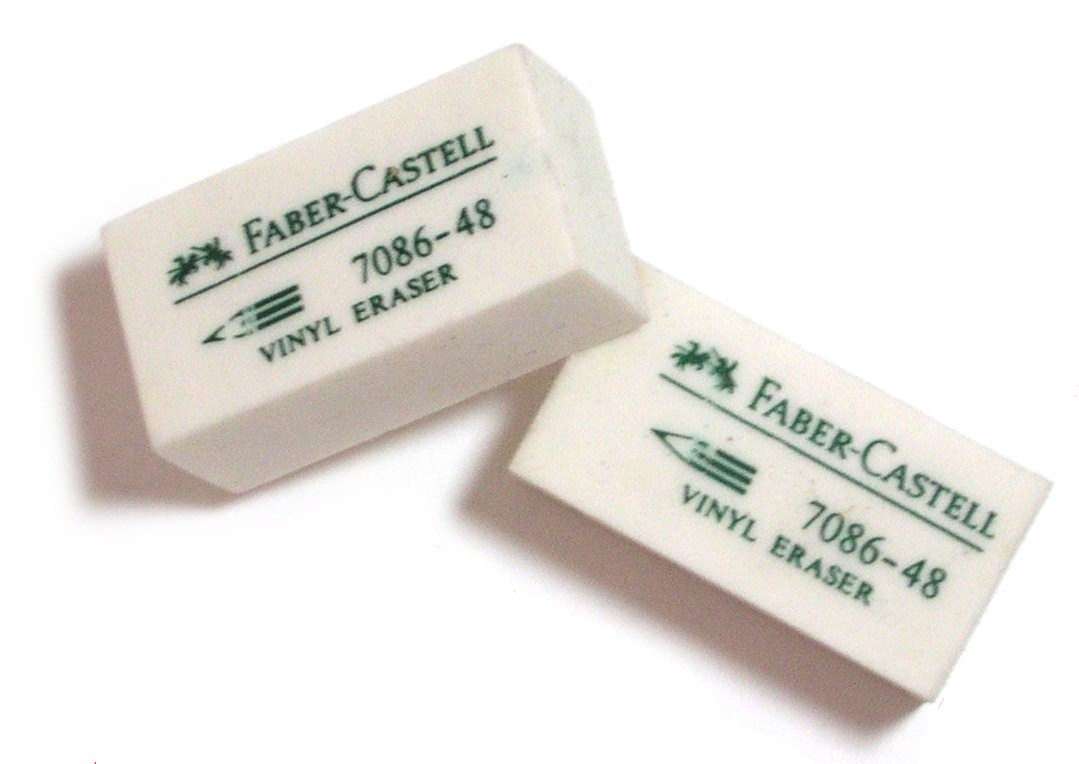
일반적인 지우개의 모습.

지우개는 다양한 색상, 크기, 가격, 모양이 있다. 재료 특성 상 사용 시 소모가 된다.

지우개를 사용하는 모습.

지우개는 연필과 같이 흑연(연필 심 재료) 등으로 생긴 자국을 주로 지우는, 고무나 플라스틱이 주성분인 도구이다.
지우개는 고무의 소자성이 뛰어난 점을 이용하여 만들어져 있으며, 주로 연필이나 샤프 등을 이용해 그린 그림이나 글을 지울 때 사용한다. 그리고 지우개는 시중에서 쉽게 살 수 있으며, 모래 지우개는 잉크를 지우는데도 종종 쓰인다. 연필 중에서는 뒤에 지우개가 함께 있는 경우가 있어 편리하게 사용할 수 있다. 하지만 연필의 좁은 특성상 지우개는 소량이다. 또한 대부분의 샤프 펜슬은 캡을 열면 지우개가 나온다.
지우개의 종류 중 플라스틱 지우개는 플라스틱에 가소제를 넣어 만든 지우개이다.
지우개는 영어로 이레이저(서)(Eraser)이지만, 영국에서는 처음 사용된 물질에서 기인하여 고무를 의미하는 러버(Rubber)라고도 부른다.

## 역사
고무 지우개가 있기 전에는 종이로부터 납이나 목탄 표시를 지우기 위해 밀랍 서자판이 사용되었다.
1770년 잉글랜드의 공학자 Edward Nairne은 발명 대회를 위해 최초로 널리 마케팅된 고무 지우개를 개발한 것으로 보고되었다. 그 당시까지 이 물질은 검 일래스틱(gum elastic)이라는 용어로 불렸다. Nairne은 천연 고무 지우개를 높은 가격에 판매했다.

## 원리
연필 심으로 쓰이는 흑연은 육각형의 판상구조로, 글씨를 쓸 때에는 이러한 육각형의 구조가 층층이 밀려나면서 종이에 묻어나는 것이다. 지우개는 종이에 밀려난 흑연을 감싸며 말아내는 방법으로 흑연을 종이에서 떼어내는 것이다.

## 제조 방법
1. 생고무를 주원료로 해서 이것을 배합 ·혼합→성형→재단의 공정을 거쳐 만드는 방법
2. 식물유(채종유)와 염화황을 주원료로 해서 배합→화학반응→재단의 공정을 거쳐서 만드는 방법등이 있다

## 같이 보기
- 연필
- 샤프
- 샤프 펜슬
- 필통
- 펜

### 참고 자료
- Petroski, Henry (1989). The Pencil: A History of Design and Circumstance..